# Liu Junxi
Liu Junxi, född 11 december 2003, är en friidrottare från Kina. Han deltog vid olympiska sommarspelen 2024.